# Évagre le Scholastique
Pour les articles homonymes, voir Évagre.
Évagre le Scholastique (en grec ancien : Εὐάγριος Σχολαστικός, Evagrius en latin) est un historien de langue grecque, né vers 536 à Épiphanie (Syrie) et mort peu après 594. Il est, avec Eusèbe de Césarée, Sozomène, Théodoret de Cyr et Socrate le Scolastique, l’un des principaux historiens ecclésiastiques de l’Antiquité tardive.

## Biographie
Il naquit à Épiphanie (l'autre historien de la même époque, Jean d'Épiphanie, était son cousin), mais ses parents migrèrent peu après à Apamée où il passa une grande partie de sa jeunesse et fit ses études. Il s'installa ensuite à Antioche, capitale provinciale, pour y exercer la profession d'avocat (sens du mot grec « scholastikos », σχολαστικός). Il gagna la confiance de Grégoire Ier, patriarche d'Antioche (571-594), et devint son conseiller juridique en même temps que son cousin Jean, qui était lui aussi avocat. Il eut l'occasion de l'assister juridiquement jusqu'à Constantinople dans une affaire délicate : en 587, le patriarche entra en conflit violent avec le comte de l'Orient Astérius, soutenu par une bonne partie de la population d'Antioche, qui insultait ouvertement le prélat en toutes occasions ; Astérius fut relevé de ses fonctions, mais son successeur Jean, chargé par l'empereur d'une enquête impartiale, recueillit des accusations contre Grégoire, dont l'une d'après laquelle il avait une liaison incestueuse avec sa sœur (Évagre le défendit notamment devant l'empereur Maurice et devant un concile réuni à Constantinople en 588). Il fut nommé questeur par l'empereur Tibère Constantin (règne 578-582), et gardien de registres administratifs (« chartophylax », χαρτοφύλαξ) par Maurice Ier (règne 582-602), avec le titre de préfet honoraire (apoéparque). Il mourut sans doute peu après « la douzième année du règne de Maurice » (août 593-août 594), année pendant laquelle, âgé de 58 ans, il rédigea son œuvre historiographique (cf. VI, 24).

## Œuvre
Son œuvre est une Histoire ecclésiastique, en 6 livres, dont le récit démarre en l'an 431, celui de la condamnation de Nestorius par le concile d'Éphèse, et court jusqu'en 593 (dernier événement mentionné : la mort du patriarche Grégoire Ier d'Antioche) ; elle se veut la suite des œuvres du même genre de Socrate le Scolastique, de Sozomène et de Théodoret de Cyr qui traitaient de la période allant de Constantin à Théodose II, lesquelles Histoires continuaient elles-mêmes celle d'Eusèbe de Césarée.
Bien qu'il s'agisse en principe d'une histoire de l'Église, une grande place est donnée aux événements politiques. L'auteur est assez crédule (récits de miracles), mais ses grandes qualités d'historien se manifestent entre autres choses par l'insertion de nombreux documents authentiques. Partisan de l'Église orthodoxe officielle, il s'abstient de jugements sectaires sur les hérétiques. Enfin, il cite les principales sources sur lesquelles il s'est appuyé : Zacharie le Rhéteur ; Eustathe d'Épiphanie, son compatriote, auteur d'une Histoire universelle au début du VIe siècle ; Procope de Césarée ; Ménandre le Protecteur ; Jean Malalas, lui-même Syrien d'Antioche, qu'il appelle Jean « le Rhéteur » (sens de « Malalas » en syriaque) ; Jean d'Épiphanie, son cousin.

## Édition
La première édition imprimée du texte, avec des annotations, date de 1673 et est due à Henri de Valois.
- Éd. J. Bidez et L. Parmentier, Londres 1898, réimpr. Amsterdam 1964.
- Traduction française : A.-J. Festugière, dans Byzantion, 45:2, 1975.
- CPG 7500.